# Opalia paucisculpta
Opalia paucisculpta is een slakkensoort uit de familie van de Epitoniidae. De wetenschappelijke naam van de soort is voor het eerst geldig gepubliceerd in 2007 door Bozzetti.